# Maybach W6
La Maybach W6 era un'autovettura di lusso prodotta dal 1931 al 1935 dalla casa automobilistica tedesca Maybach-Motorenbau.

## Storia e profilo
Nel 1930, in piena Depressione economica, la Maybach-Motorenbau introdusse la gamma Zeppelin, composta dai prestigiosi e assai esclusivi modelli DS7 e DS8. Tuttavia, il costruttore tedesco pensò di proporre anche un modello meno costoso per ovviare a eventuali scarsi riscontri commerciali dei modelli di punta, pur dando vita a un modello riservato in ogni caso a pochi facoltosi. Il progetto consisteva nel montare il motore a 6 cilindri in linea della vecchia W5 sul telaio a passo allungato riservato ai modelli Zeppelin.

Sulla base di tale idea nacque nel 1931 la W6, vera erede del precedente modello W5, in quanto i modelli a 12 cilindri, ossia le Zeppelin e la precedente Typ 12, pur proponendo anch'essi un motore di cilindrata analoga, con il loro più alto frazionamento finivano inevitabilmente per avere prezzi di listino sensibilmente superiori e quindi per occupare una fascia di mercato più alta.

In sostanza, la W6 proponeva una meccanica già vista, motoristicamente ripresa pari pari da quella della W5, con il suo motore da 6995 cm³ alimentato mediante carburatore doppio corpo, testata a T con valvole laterali, due assi a camme laterali, e con una potenza massima di 120 CV a 2800 giri/min. Anche il cambio semiautomatico a 3 marce più overdrive Schnellgang derivava direttamente da quello montato sulla W5 (ma anche sulla DS7 e la Typ 12). Telaisticamente, invece, veniva ripreso quanto già visto sui modelli Zeppelin, vale a dire che sul telaio da 3.735 mm di passo si ritrovavano soluzioni precedentemente assenti sulla W5, come per esempio l'impianto frenante (a 4 tamburi) con servofreno Bosch-Dewandre. Per il resto, la vettura era di tipo tradizionale e prevedeva le stesse geometrie sospensive degli altri modelli Maybach. Persino le prestazioni erano analoghe a quelle della W5, con una velocità di punta pari a 130 km/h.

In realtà, la W6 non riscosse un gran successo: chi aveva le possibilità di permettersi un'auto del genere poteva anche puntare più in alto e arrivare direttamente ai modelli Zeppelin, ancora più lussuosi. Per offrire una maggior varietà di modelli, ben presto venne riutilizzato anche il telaio a passo normale da 3.66 m, anch'esso già utilizzato dagli altri modelli Maybach. Nel 1934, poi, la W6 normale venne sostituita dalla W6 DSG (Doppelschnellgang), con cambio semiautomatico a 3 rapporti più due marce di riposo. Le prestazioni rimasero pressoché invariate. 

Ma nonostante tutto, le vendite continuarono a rimanere al di sotto delle aspettative, persino meno delle più costose DS7 e DS8. Fu così che nel 1935 la W6 uscì di listino, sostituita dalla Maybach DSH, quest'ultima in listino già dall'anno prima. In totale furono prodotte solo un centinaio di W6.